# بول كلات
بول كلات (6 ديسمبر 1896 - 6 يونيو 1973) كان جنرالًا ألمانيًا قاد الفرقة الجبلية الثالثة خلال الحرب العالمية الثانية. وقد حصل على وسام الفارس الصليبي الحديدي بأوراق البلوط لألمانيا النازية .
استسلم للجيش الأحمر في سياق هجوم براغ السوفياتي 1945. أدين مُجرِّمًا في الاتحاد السوفياتي، واحتجز حتى عام 1955، عندما أعيد إلى ألمانيا.

## الجوائز والأوسمة
- الصليب الحديدي (1914) الدرجة الثانية (4 فبراير 1916) والدرجة الأولى (12 مارس 1920) [1]
- مشبك الصليب الحديدي (1939) والدرجة الثانية (30 مارس 1940) والدرجة الأولى (8 ديسمبر 1940)
- الصليب الألماني في الذهب في 14 أبريل 1942 مثل أوبرست في جيبرجسجايغر فوج 138 [2]
- وسام الفارس الصليبي الحديدي بأوراق البلوط
  - صليب الفارس في 4 يناير 1943 بصفته أوبرست وقائد فوج 138- [3] Gebirgsjäger
  - 686th باوراق البلوط في 26 ديسمبر 1944 باعتباره جينيرال لوتنانت وقائد 3. تقسيم جبيرس [4]

### اقتباسات
1. ↑  Thomas 1997, p. 370.
2. ↑  Patzwall & Scherzer 2001, p. 231.
3. ↑  Fellgiebel 2000, p. 211.
4. ↑  Fellgiebel 2000, p. 78.

### قائمة المراجع
- Fellgiebel, Walther-Peer (2000) [1986]. Die Träger des Ritterkreuzes des Eisernen Kreuzes 1939–1945 — Die Inhaber der höchsten Auszeichnung des Zweiten Weltkrieges aller Wehrmachtteile [The Bearers of the Knight's Cross of the Iron Cross 1939–1945 — The Owners of the Highest Award of the Second World War of all Wehrmacht Branches] (بالألمانية). Friedberg, Germany: Podzun-Pallas. ISBN:978-3-7909-0284-6.
- Patzwall, Klaus D.; Scherzer, Veit (2001). Das Deutsche Kreuz 1941 – 1945 Geschichte und Inhaber Band II [The German Cross 1941 – 1945 History and Recipients Volume 2] (بالألمانية). Norderstedt, Germany: Verlag Klaus D. Patzwall. ISBN:978-3-931533-45-8.
- Thomas, Franz (1997). Die Eichenlaubträger 1939–1945 Band 1: A–K [The Oak Leaves Bearers 1939–1945 Volume 1: A–K] (بالألمانية). Osnabrück, Germany: Biblio-Verlag. ISBN:978-3-7648-2299-6.

| مناصب عسكرية    | مناصب عسكرية                | مناصب عسكرية    |
| --------------- | --------------------------- | --------------- |
| سبقه {{{سبقه}}} | {{{العنوان}}} {{{الأعوام}}} | تبعه {{{تبعه}}} |